# Rhizosphäre

Illustration der Rhizosphäre:
A: bakteriophage Amöbe
BL: energielimitierte Bakterien
BU: nicht energielimitierte Bakterien
RC: wurzelabgeleiteter Kohlenstoff
SR: abgelöste Zellen der Rhizodermis
F: Pilz-Hyphen
N: Fadenwurm

Der Begriff Rhizosphäre wurde 1904 vom Bakteriologen Lorenz Hiltner geprägt und bezeichnet den unmittelbar durch eine lebende Wurzel beeinflussten Raum im Boden.
Die Beeinflussungen können physikalischer, chemischer und biologischer Natur sein. Im Allgemeinen wird eine Zone bis 40 mm um die Wurzel als Rhizosphäre bezeichnet. Dieser Bereich ist bodenökologisch von besonderem Interesse, da hier Boden, Pflanzen und Lebewesen (insbesondere Mikroorganismen der Mikrofauna) interagieren.
Die Rhizosphäre wird stark durch Stoffe geprägt, die von der Pflanze abgegeben werden, sogenannte Exsudate. Sie unterscheidet sich außerdem vom umgebenden Boden durch geringere Nährstoff- und Sauerstoffkonzentrationen, da beides durch die Pflanze verbraucht wird. Auch der pH-Wert kann sich hier um mehrere Einheiten vom umgebenden Boden unterscheiden.
Insbesondere durch die abgegebenen Exsudate und die besseren pH-Wert-Bedingungen zeichnet sich die Rhizosphäre durch eine zumeist wesentlich höhere Organismen-Besatzdichte aus (5 bis 50-fach), dieses Phänomen wird als Rhizosphäreneffekt bezeichnet. Die Rhizosphäre ist ein wichtiger Lebensraum für unterschiedlichste Biozönosen, die vor allem aus Nematoden, Pilzen (u. a. Mykorrhiza) und anderen Mikroorganismen bestehen. Der höhere Organismenbesatz führt einerseits zu Konkurrenz zwischen Wurzel und Bodenorganismen, andererseits können diese aber auch zusätzliche Nährstoffe für die Pflanze verfügbar machen (z. B. Rhizobien oder andere Bioeffektoren).
Die Rhizosphäre schließt sich nahtlos an die Rhizoplane an. Rhizoplane und Rhizosphäre bilden gemeinsam die Boden-Wurzel-Grenzschicht (soil root interface).

## „Ecological engineering“ der Rhizosphäre
Aufgrund der Wichtigkeit der Rhizosphäre für das Pflanzenwachstum und die Gesundheit der Pflanze versuchen Forscher, die Beziehung zwischen Boden, Pflanzenwurzeln und Mikroorganismen zugunsten der Pflanze zu verändern.
Dies geschieht durch das nachhaltige und umweltschonende Engineering bzw. das Designen des Ökosystems Rhizosphäre durch den Menschen. Im Vordergrund steht, dass die eingeführten Änderungen keine Nebenwirkungen für das Ökosystem bewirken. So ist das Engineering der Rhizosphäre ein Beispiel von „Ecological engineering“.
Mehrere Ansätze werden genutzt bzw. erforscht, um dadurch eine Pflanze umweltschonend zu fördern. Beispiele sind das Anspornen bzw. die Induzierung der pflanzlichen Immunantwort zum Schutz vor Krankheitserregern (Pathogene), die gezielte Veränderung und Steuerung der Wurzelarchitektur durch Bodenmikroorganismen oder die Feinregulierung des Rhizosphären-Mikrobioms, um unerwünschte Krankheitserreger im Boden gezielt zu unterdrücken. Dies geschieht durch ein sogenanntes „population engineering“. Wichtig ist auch, dass die Bakterien mit positiver Wirkung durch die von den Pflanzen ausgeschiedenen Exsudate angezogen werden und sich verstärkt ansiedeln. Man spricht von einem „trophischen Zusammenhang“ zwischen Wurzeln und Bakterien.
Beim „Ecological engineering“ der Rhizosphäre stehen die Wechselwirkungen zwischen Boden, Mikroorganismen und Pflanze im Fokus, so dass die Rhizosphäre als ganzheitliches System betrachtet wird. Der entscheidende Begriff hierfür lautet „Holobiont“, eine Art Superorganismus, der eine Einheit von Pflanze und Mikrobiom beschreibt.